# Sjeverni bjeloprsi jež
Sjeverni bjeloprsi jež (lat. Erinaceus roumanicus) je vrsta ježeva iz razreda sisavaca. 
Može narasti od 225 do 275 mm u duljinu i težiti 400 do 1100 g, a vrlo je sličan po izgledu bjeloprsom i europskom ježu. Ima vidno svjetlije grudi u odnosu na njih.
Ova vrsta je rasprostranjena u istočnoj Europi. Opseg preklapanja s europskim ježem nalazi se zapadno od Poljske do Jadranskog mora. Na istoku se širi do oko Kaspijskog jezera i Oba.

## Podvrste
- Erinaceus roumanicus roumanicus Barrett-Hamilton, 1900
- Erinaceus roumanicus bolkayi V. Martino, 1930
- Erinaceus roumanicus drozdovskii V. and E. Martino, 1933
- Erinaceus roumanicus nesiotes Bate, 1906
- Erinaceus roumanicus pallidus Stroganov, 1957

Izvori za podvrste